# Балкли, Мэри
Мэри Балкли, также известная как миссис Балкли, мисс Балкли и миссис Барресфорд урождённая Вилфорд (англ. Mary Bulkley; 1747, Лондон – 1792, Дамфрис) – британская актриса

 и танцовщица

.
Играла как трагедийные , так и комедийные роли. Наиболее известна, как исполнительница ролей в пьесах Шекспира, в том числе, ролью Гамлета.

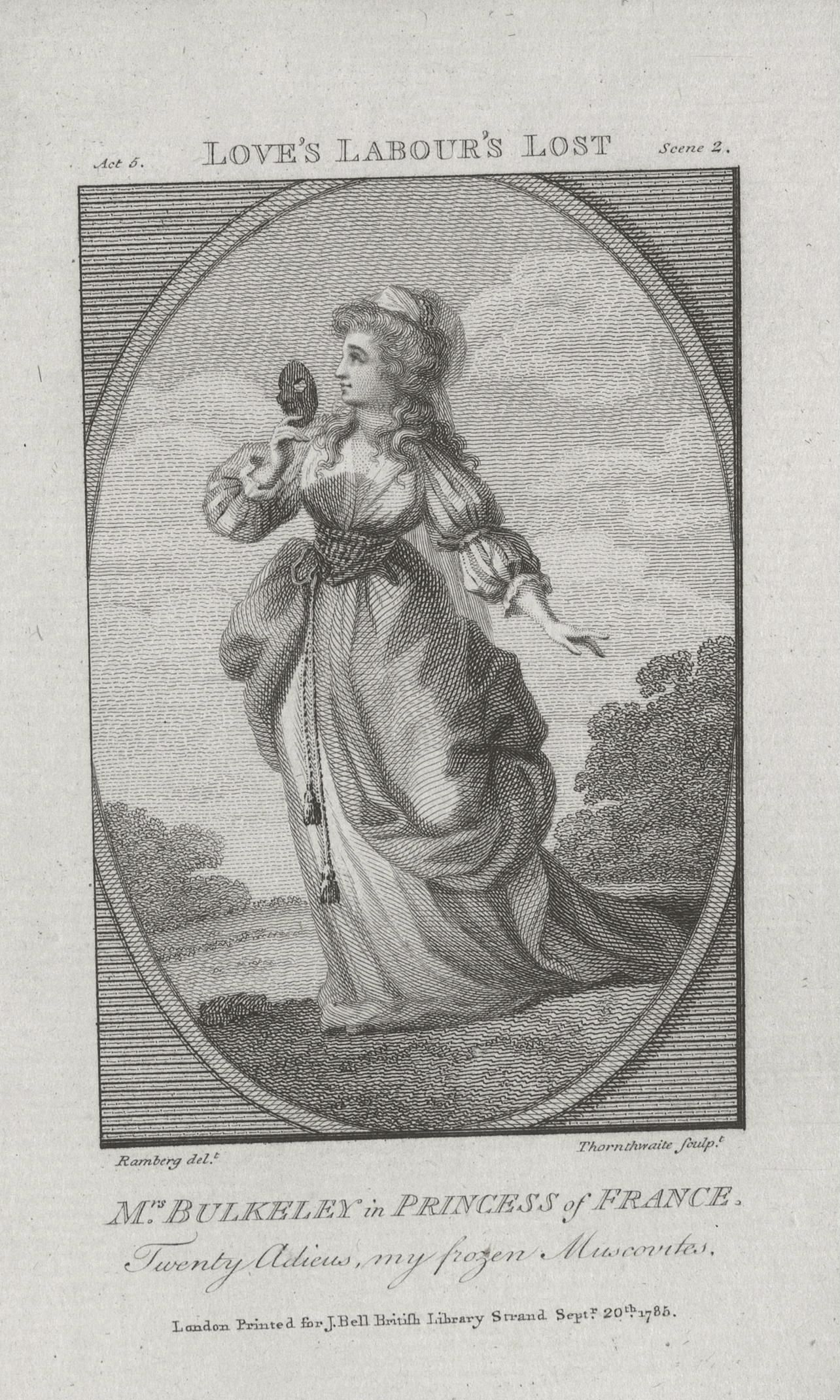

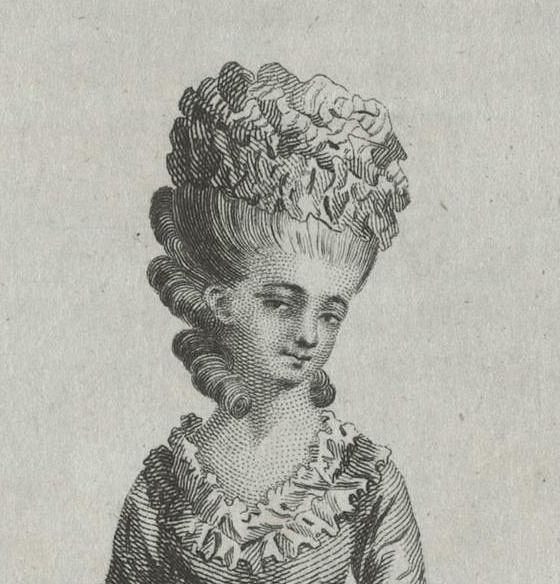

На сцене с 11-летнего возраста. В 1758 – 1781 годах выступала в королевском театре Ковент-Гарден в Лондоне, в 1774–1776 годах – в дублинском Королевском театре, в 1781–1792 годах – в  Королевском театре в Эдинбург в Шотландии и Королевском театре Хеймаркет в Лондоне.